# Boghammar Marin

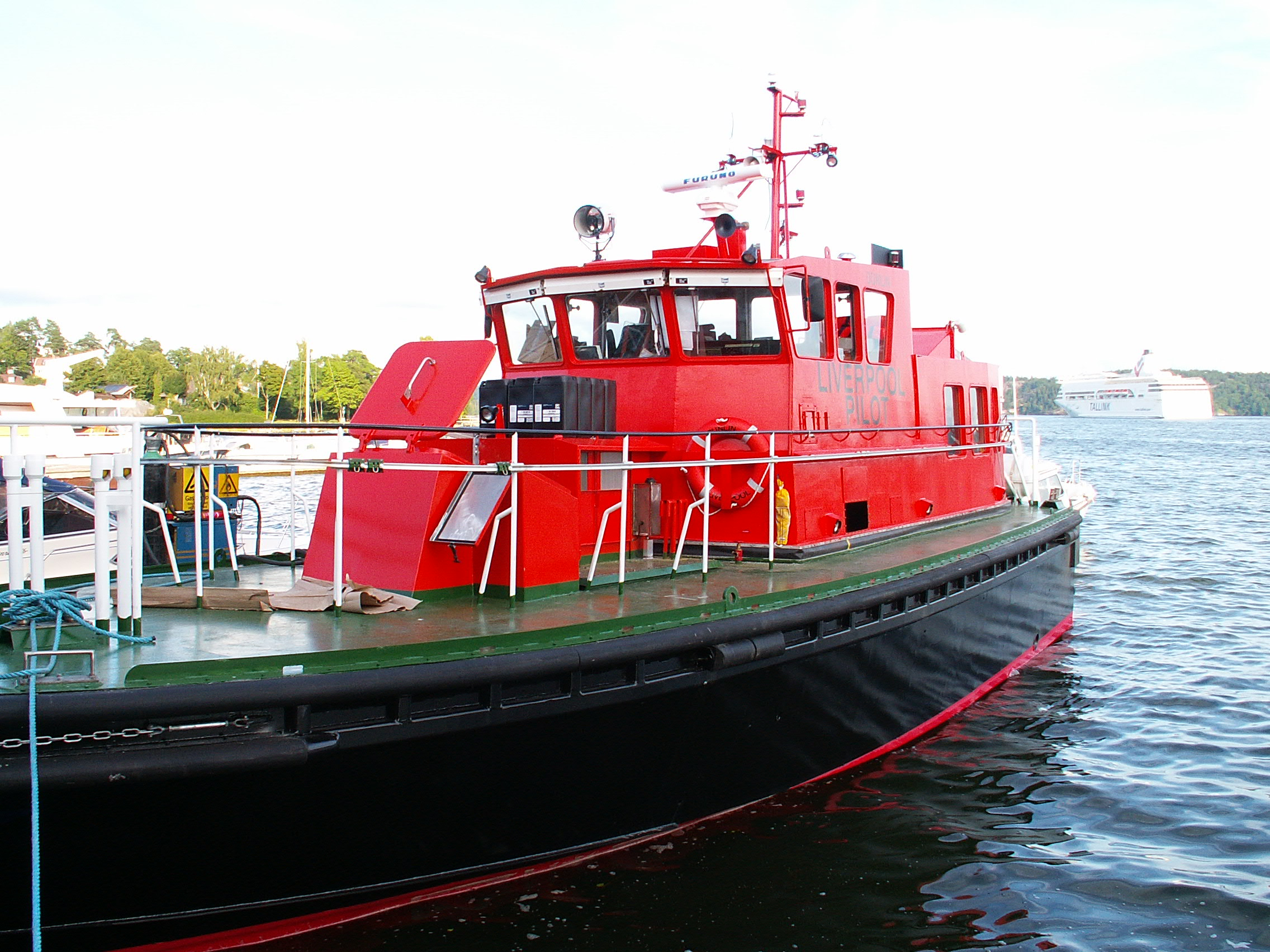
Lotsenversetzboot

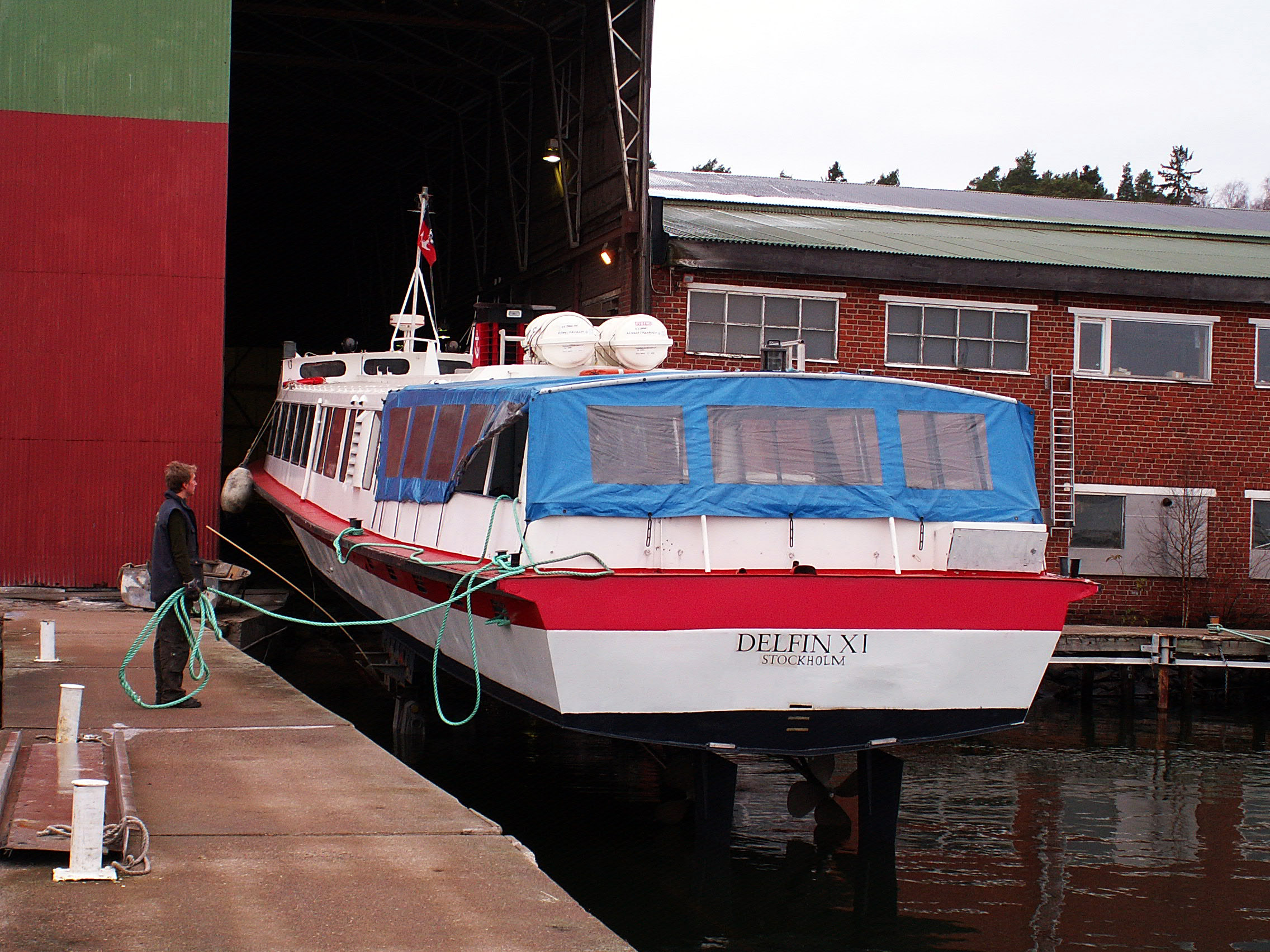
Fahrgastschiff Delfin XI

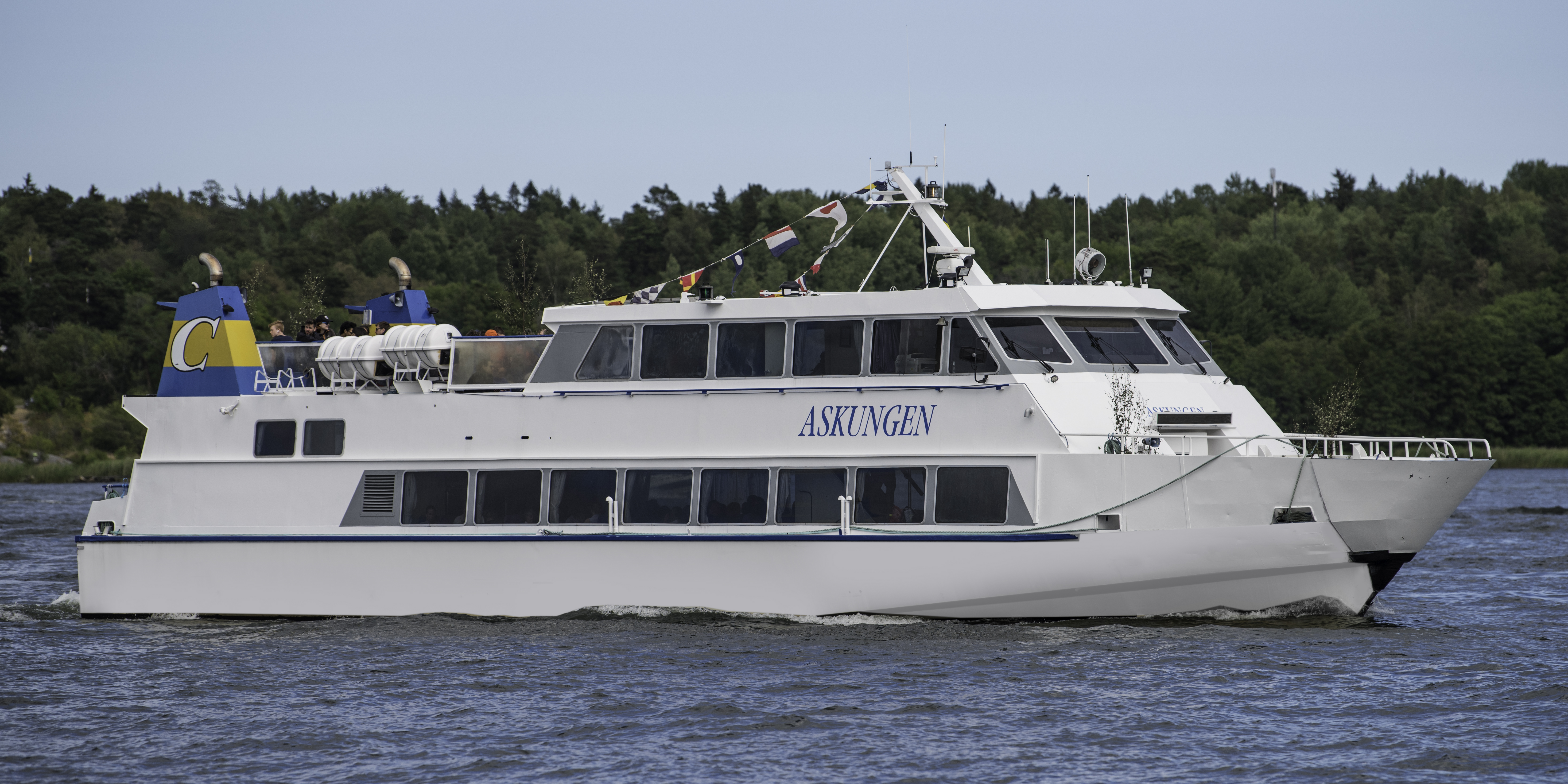
Fahrgastschiff Askungen

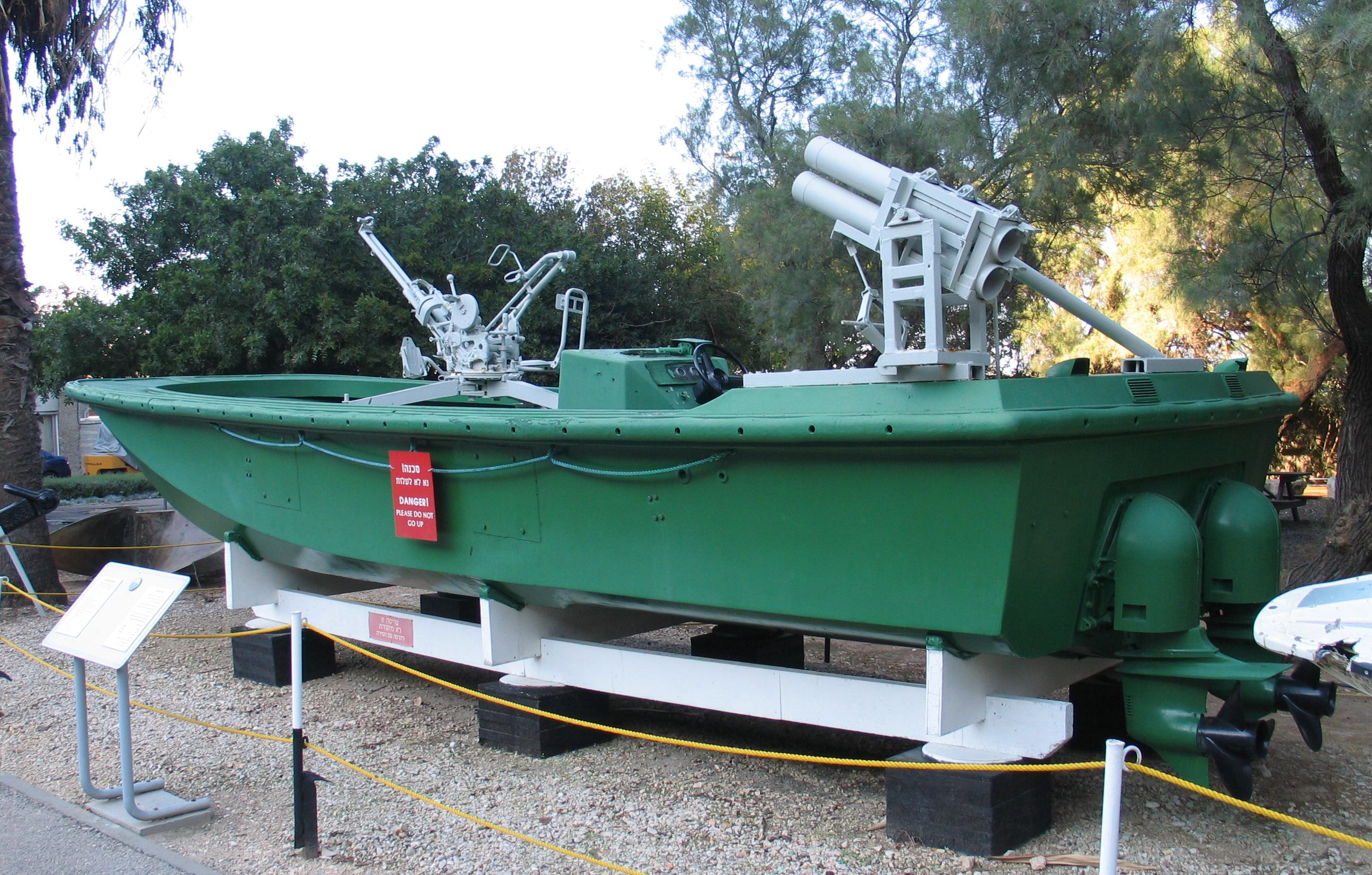
Patrouillenboot

Boghammar Marin AB ist eine schwedische Schiffswerft und Familienunternehmen auf der Insel Lidingö bei Stockholm.

## Geschichte
Boghammar Marin wurde 1906 unter dem Namen Gustafsson & Anderssons Varvs & Mekaniska verkstad AB in Kungsholmen von den Brüdern Anders Gustafsson (geb. 1869) und Reinhold Andersson (geb. 1872) gegründet. Sie arbeiteten mit dem Motorenhersteller Archimedes zusammen. Die Werft verlegte ihren Standort 1914 nach Skärsätra in Lidingö.
In den Jahren 1921 bis 1932 vermietete die Firma Gustafsson & Andersson einen Teil ihrer Schiffbauanlage an Svenska Aero, wo Flugzeuge endmontiert und zugelassen wurden. Die schwedische Aero baute hunderte Flugzeuge für die schwedischen, estnischen und litauischen Streitkräfte. Das Unternehmen wurde danach an ASJA in Linköping verkauft.
1924 nahm die Werkstatt von Gustafsson & Andersson Varvs & Mechanical den Bootsbau wieder auf und produzierte jahrelang Yachten und eine Reihe von kleinen Privatbooten. Während des Zweiten Weltkriegs baute die Werft fünf Küstenschutzboote und sechs 90-Tonnen-Fischereifahrzeuge, die in ein staatliches Handelsabkommen mit Deutschland aufgenommen wurden. Diese Boote waren rund 20 Meter lang und wurden aus Eichenholz gefertigt.
Die Werft änderte ihren Namen nach dem Zweiten Weltkrieg, nachdem Anders Gustafssons Söhne Tage und Anders Boghammar die Führung übernommen hatten. Bei Boghammar Marin AB wurden dann hauptsächlich Passagierboote, Patrouillenboote, Lotsenboote und die Familien- und Ausflugsboote Boghammar Magnum produziert. In den 1960er Jahren stellte die Werft Landungsboote vom Typ 200 her. Im Jahr 1965 wurde Europas schnellstes Polizeiboot für die Stockholmer Polizei gebaut. In den späten 1970er Jahren übernahmen die Söhne von Tage Boghammar Anders und Lars Boghammar die Firma. 1976/97 baute die Werft vier Djurgårds-Fähren. In den 1980er Jahren lieferte die Werft 65 iranische Patrouillenboote. In den letzten Jahren hat die Werft hauptsächlich Lotsenversetzboote gebaut und an die schwedische maritime Administration und an private Häfen in Großbritannien geliefert. Die meisten Boote der Werft wurden exportiert.